# Salomon Oppenheim
Salomon Oppenheim, Jr. (19 de junho de 1772 - 8 de novembro de 1828) foi um banqueiro judeu alemão e fundador do banco privado Sal. Oppenheim.
Ele nasceu em Bonn, descendente de uma família ilustre de "judeus da corte" (em alemão:  Hofjuden), que atuou como consultores e agiotas dos príncipes-arcebispos de Colônia na região da Renânia por várias gerações. Em 1789, aos 17 anos, Oppenheim Jr. estabeleceu uma pequena comissão e casa de câmbio em Bonn, então a residência do príncipe-arcebispo Maximiliano Francisco da Áustria.
Nove anos depois, depois que as tropas francesas ocuparam as margens esquerdas do Reno, Oppenheim Jr. mudou-se para a cidade de Colônia. Ele foi um dos primeiros judeus que se estabeleceram em Colônia desde a expulsão da comunidade judaica em 1424. Oppenheim tornou-se banqueiro e cobrador de impostos por ordem do poder de ocupação francês. Após o estabelecimento da província de Jülich-Cleves-Berg, em 1815, ele serviu no estado prussiano.
Oppenheim Jr. e sua esposa Therese (Stein, nascida Deigen Levi) tiveram 12 filhos. Após a morte de Salomon, dois de seus filhos, Simon e Abraham, assumiram a administração do banco. Outro filho, Dagobert, co-publicou o Rheinische Zeitung e era um industrial ferroviário. A filha de Salomon Jr. e Therese, Bertha "Betty" Hertz née Oppenheim, casou-se com Heinrich David Hertz (nascido como Hertz Hertz) - seu filho Gustav Ferdinand Hertz (nascido como David Gustav Hertz) com sua esposa Anna Elisabeth née Pfefferkorn mais tarde se tornou pai de Heinrich Rudolf Hertz e Gustav Theodor Hertz, que mais tarde se tornaram o pai de Gustav Ludwig Hertz.
Os principais ramos da família se converteram ao protestantismo (Betty Oppenheim e Heinrich David Hertz e filho de Simon Oppenheim, Eduard) e catolicismo (filho de Abraão, Albert) no final do século XIX.
A empresa que ele fundou, Sal. Oppenheim, agora é uma subsidiária do Deutsche Bank. A participação da família Oppenheim terminou efetivamente em 2005 com a morte de Alfred Freiherr von Oppenheim. Mudou sua sede para o Luxemburgo em 2007 e foi adquirida pelo Deutsche Bank em 2009/10.